# Adolf Edward Herstein

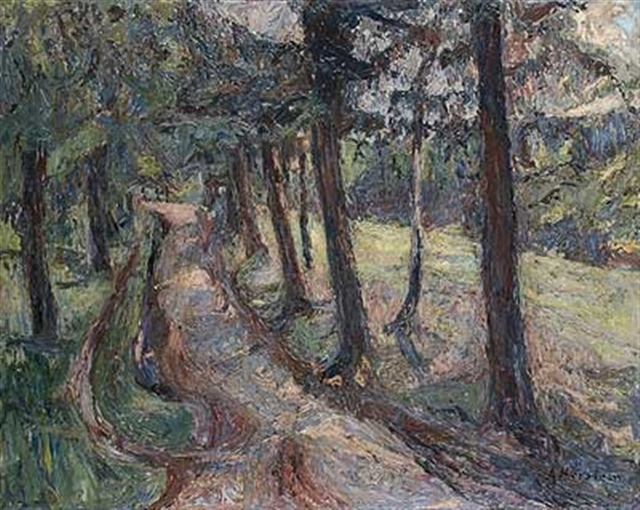
Cienista droga na skraju lasu

Adolf Edward Herstein (ur. 1869 w Warszawie, zm. 1932 w Berlinie) – polski malarz i grafik wywodzący się ze szkoły monachijskiej, czynny w Polsce, w Niemczech i we Francji.

## Edukacja artystyczna
Początkowo kształcił się w warszawskiej Klasie Rysunkowej pod kierunkiem Wojciecha Gersona. W 1891 roku wstąpił do Klasy Malowania z Natury Johanna Caspara Hertericha w Królewskiej Akademii Sztuk Pięknych w Monachium. W Monachium studiował także w prywatnej szkole malarstwa Antona Ažbe, a następnie w Akademie Julien w Paryżu.
W Monachium studiując malarstwo w prywatnej szkole Antona Ažbe poznał niemiecką arystokratkę Fanny zu Reventlow. W roku 1893 stał się przedmiotem sensacji, gdy nawiązał z nią romans. Gdy Fanny zaszła w ciążę, odmówił uznania ojcostwa i namówił Fanny na małżeństwo z rozsądku z pruskim politykiem Walterem Lübke.

## Początki działalności artystycznej
Po studiach, w roku 1894, wrócił do Warszawy. Debiutował w warszawskim Towarzystwie Zachęty Sztuk Pięknych w 1898 roku. Później wielokrotnie wystawiał swe prace w Warszawie, w TZSP m.in. w latach 1910, 1911 i 1926, a także w Salonie Aleksandra Krywulta. W latach 1904–1910 był właścicielem prywatnej szkoły malarstwa w Warszawie. Jednym z jego uczniów był Roman Kramsztyk.

## Udział w berlińskim życiu artystycznym
Herstein brał żywy udział w życiu politycznym w Warszawie. Po rewolucji 1905 roku prześladowany przez policję carską, wyjechał i osiedlił się w Berlinie, gdzie na wniosek Maksa Liebermanna został członkiem Berliner Sezession. Był czynnym członkiem berlińskiej grupy artystycznej „Sezession” oraz honorowym członkiem Towarzystwa Opieki Polskiej; uczestniczył w życiu kolonii polskiej w Berlinie. Tam do jego pracowni ponownie trafił Roman Kramsztyk. Herstein został członkiem Berlińskiej Secesji, z którą wystawiał w Berlinie, Monachium i Stuttgarcie w latach 1913, 1914 i 1917. Tworzył także prace do wydawanych przez to ugrupowanie teczek graficznych. Był również członkiem Stowarzyszenia Artystów Niemieckich. Pozostawał w kręgu Maxa Liebermana, Lovisa Corintha i Lessera Ury’ego. Artyści ci byli przedstawicielami niemieckiego postimpresjonizmu, który, według opinii Jerzego Malinowskiego, miał w sobie pierwiastki ekspresjonizmu.

## Dojrzałość artystyczna
Przyjaciel Hersteina, Emil Pottner, określił jego malarstwo jako „(…) pointylizm nanoszony na grubość pięści”. Lovis Corinth namalował w 1914 roku podwójny portret malarzy Hersteina i Emila Pottnera. Herstein malował portrety, akty, kompozycje figuralne, zwierzęta i krajobrazy. Tworzył pod wpływem impresjonizmu i puentylizmu, stosując technikę impast. W latach 1915–1917, w kilku wydanych przez Berlińską Secesję w wydawnictwie Juliusa Barda teczkach z serii „Krieg und Kunst” (Wojna i sztuka), ukazały się jego litografie „Der Reiter” (Jeździec), „Schicksal” (Przeznaczenie), „Der Brandstifter” (Podpalacz) i „Obdachlose” (Bezdomni), w których daje się zauważyć wpływ malarstwa Corintha i Willy’ego Jaeckla. Znane są również akwaforty zwierząt, które wykonał w 1914 roku. Herstein malował obrazy olejne w technice impasto, cechujące się grubą zróżnicowaną fakturą. Stylistycznie był bliski impresjonizmowi i pointylizmowi. W roku 1915 pokazał na wystawie Berlińskiej Secesji (obecnie w Starej Galerii Narodowej w Berlinie) obraz „Krajobraz nad jeziorem”, zakupiony do zbiorów w roku 1971, o którym w katalogu wystawy napisano, iż swoim kompozycyjnym i pastelowym, niebiesko-zielonym kolorytem przypomina późne dzieła Claude’a Moneta. Twórczość autora charakteryzuje zainteresowanie atmosferą krajobrazu i odbiciami na wodzie, nawiązujące do francuskiego impresjonizmu. Jednak nakładanie koloru przez Hersteina jest znacznie bardziej plastyczne. Moment szkicowości jest jeszcze bardziej wzmocniony przez kolory nakładane szpachlą, a płótno pozostaje częściowo widoczne.

## Wystawy i muzea
Herstein uczestniczył w licznych wystawach zbiorowych: w Towarzystwie Zachęty Sztuk Pięknych, gdzie debiutował w roku 1898, a potem wystawiał w roku 1910, 1911 i 1926, gdy wystawiono kolekcję jego prac oraz w Salonie Krywulta w Warszawie. Poza tym brał udział w wystawach organizowanych przez galerie malarstwa w: Dreźnie, Düsseldorfie, Berlinie, Monachium i Stuttgarcie. Na wystawie w Berlinie w roku 1910 jego prace były wystawiane razem z dziełami Olgi Boznańskiej, jako reprezentujące przedstawicieli szkoły monachijskiej.
Jego obrazy znajdują się w Bibliotece Narodowej w Warszawie, w Muzeum Sztuki w Łodzi, w Starej Galerii Narodowej w Berlinie, w berlińskim Muzeum Żydowskim, w Museum of Modern Art i Brooklyn Museum w Nowym Jorku oraz w Los Angeles County Museum of Art (LACMA) w Los Angeles. Jeden z jego najsłynniejszych obrazów „Krajobraz nad jeziorem”, znajduje się w Starej Galerii Państwowego Muzeum w Berlinie. Nazwisko Hersteina występuje także w renomowanych europejskich leksykonach artystów malarstwa i rzeźby, takich jak m.in. francuski Benezit i niemiecki Thieme-Becker.